# Krążownik pancerny

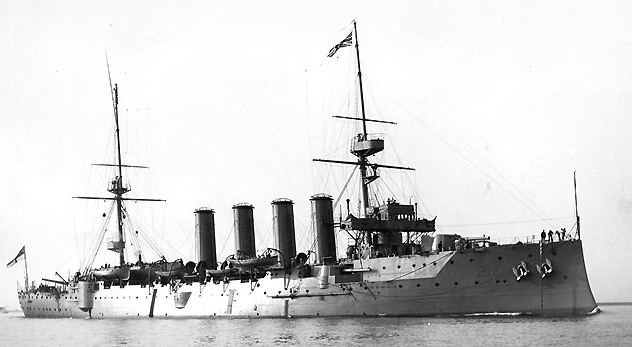
Brytyjski krążownik pancerny HMS „Devonshire” z 1905

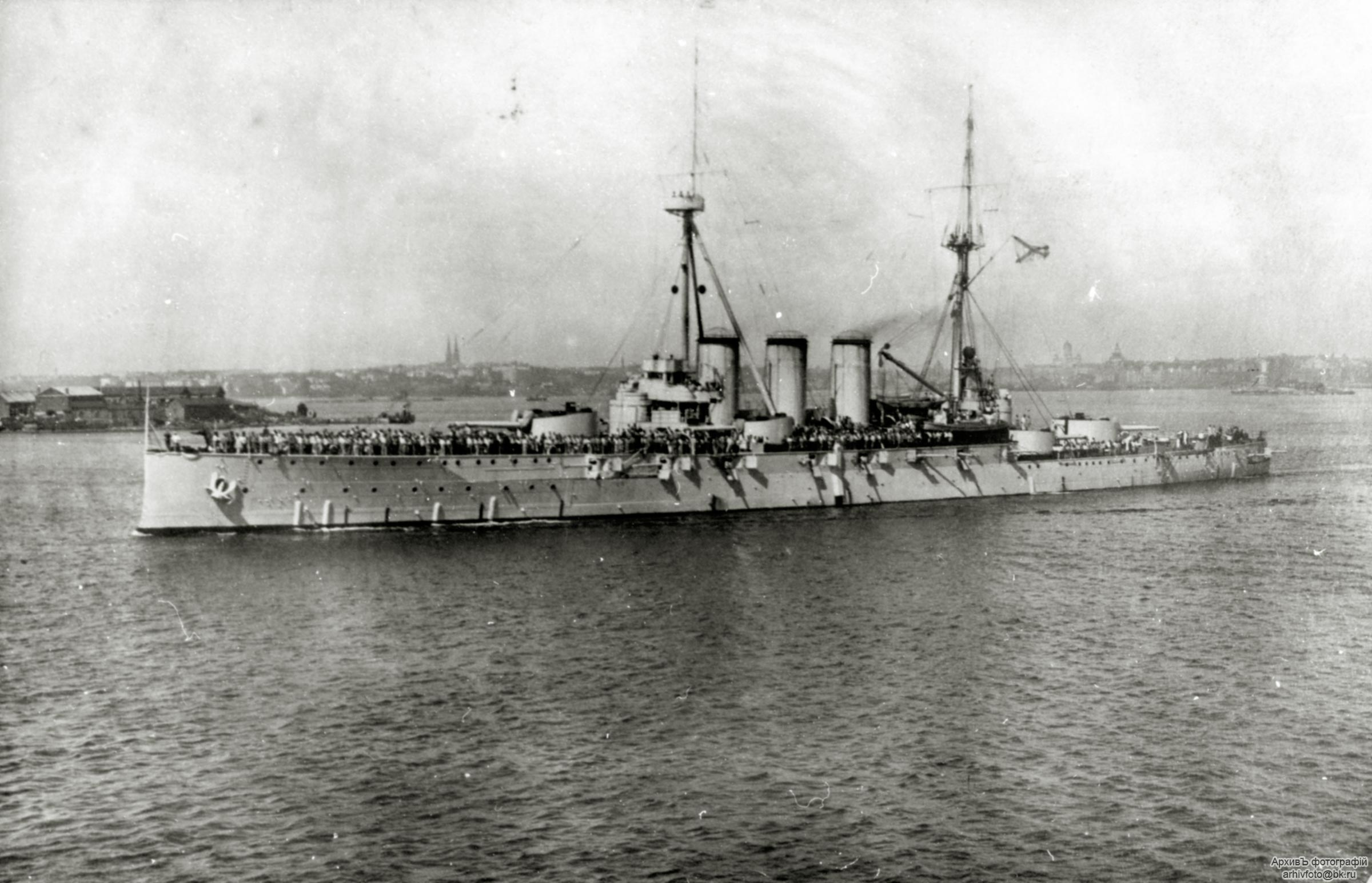
Rosyjski „Ruryk” (II) – jeden z ostatnich i najsilniejszych krążowników pancernych

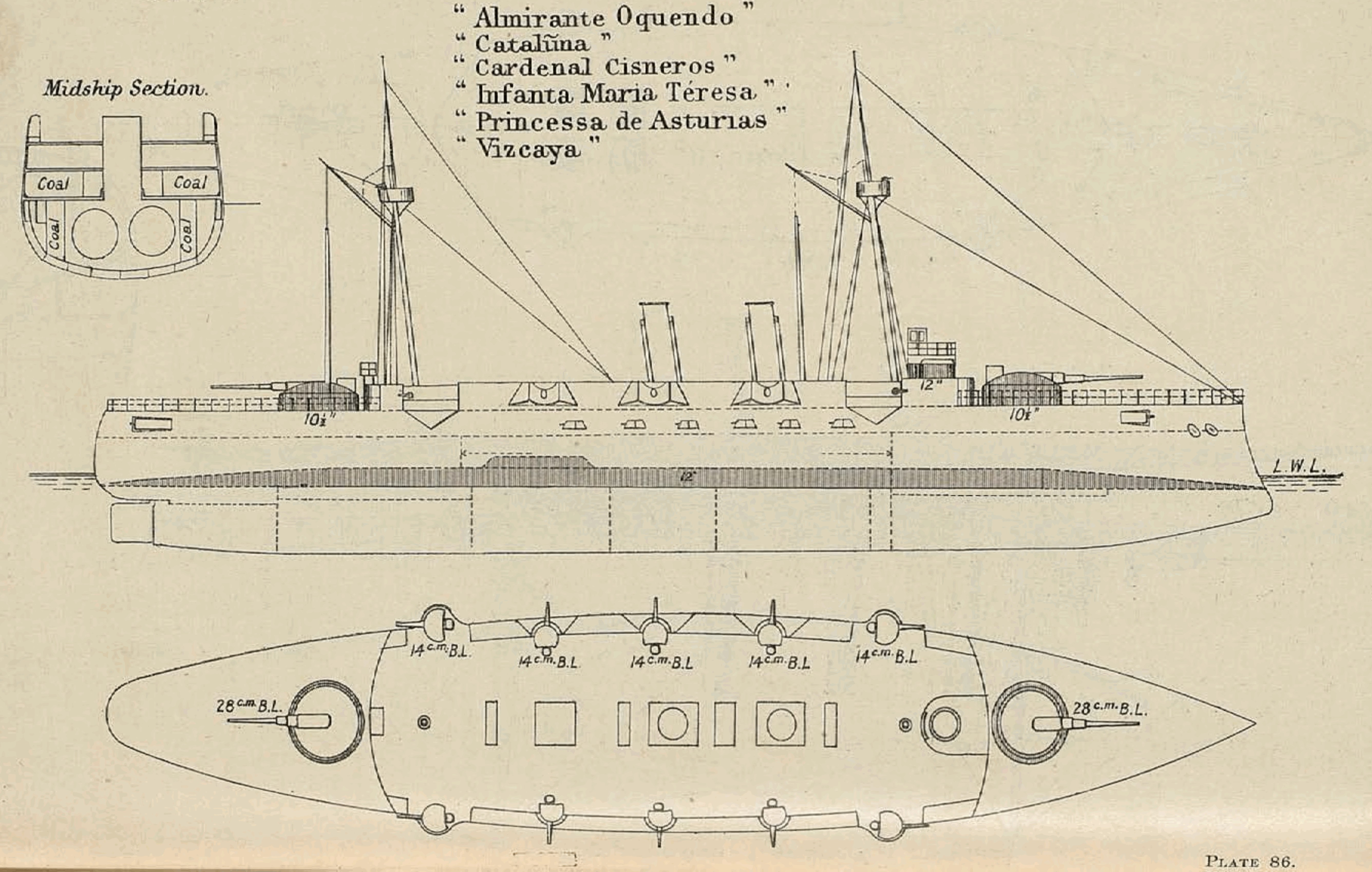
Mało rozległe opancerzenie wczesnego typu krążowników Infanta Maria Teresa.

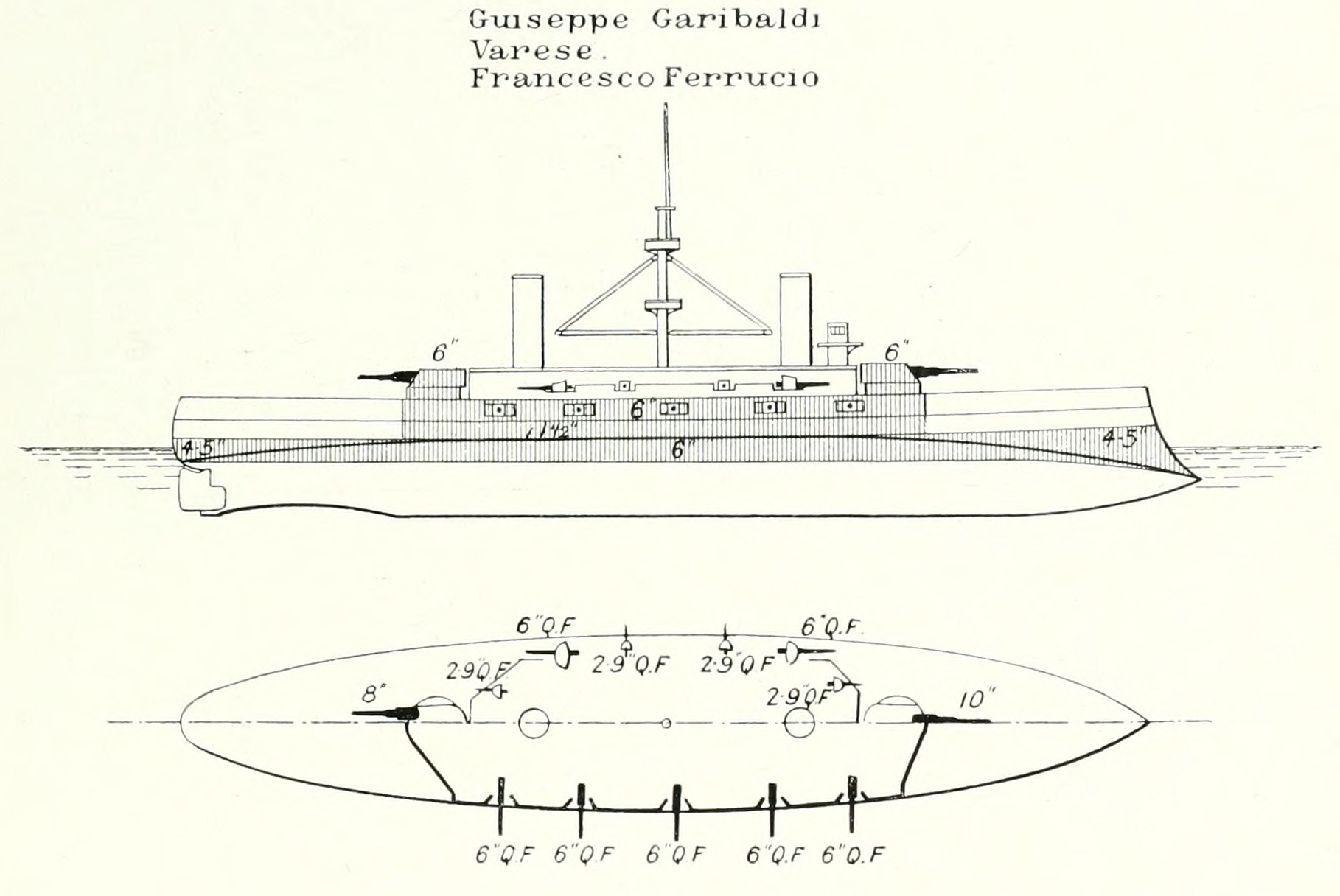
Schemat opancerzenia i uzbrojenia krążowników pancernych typu Garibaldi z końca XIX w.

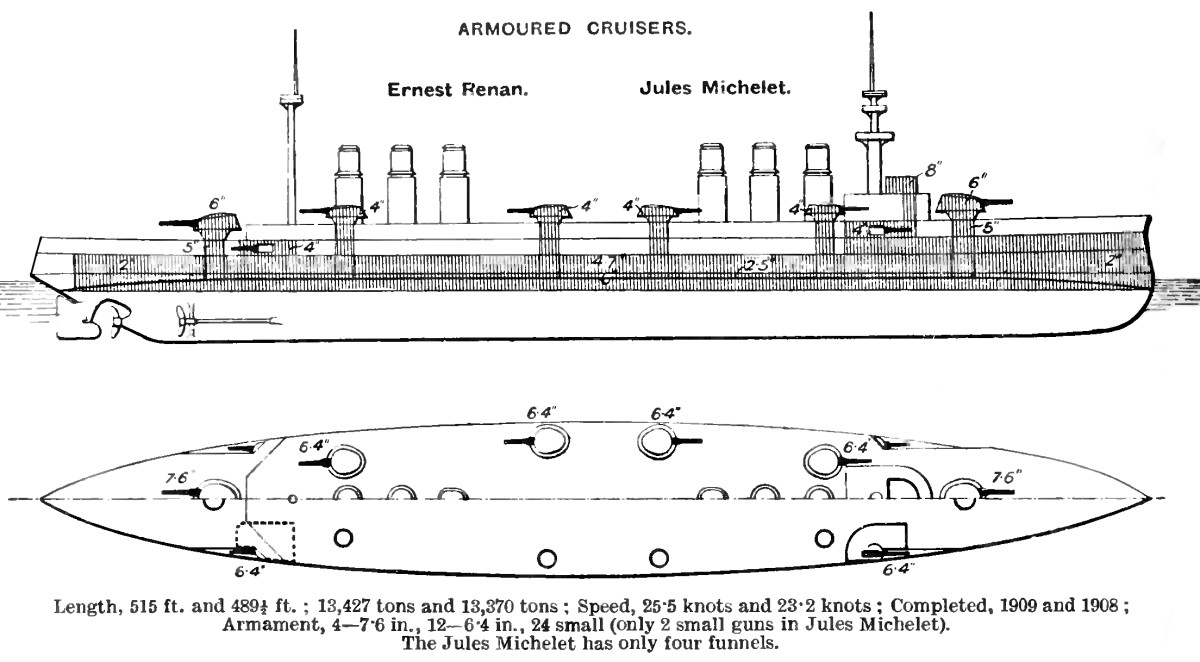
Schemat opancerzenia i uzbrojenia francuskiego krążownika pancernego „Ernest Renan” z 1909

Krążownik pancerny, również krążownik opancerzony – klasa dużych okrętów artyleryjskich, powstała pod koniec XIX wieku, zanikła po I wojnie światowej. Jedna z dwóch podklas krążowników istniejących na przełomie XIX i XX wieku (obok krążowników pancernopokładowych).

## Historia
Krążowniki opancerzone były drugą powstałą chronologicznie podklasą krążowników, po krążownikach nieopancerzonych, z których się wywodziły. Pojawiły się w latach 70. XIX wieku. Za protoplastów krążowników pancernych uważa się rosyjski „Gienierał-admirał” (1875) i angielski HMS Shannon klasyfikowane różnie jako fregaty pancerne czy belted cruiser. Za pierwszy prawdziwy krążownik pancerny uważany jest zazwyczaj francuski „Dupuy de Lôme”.
Początkowo krążowniki pancerne były zbliżone konstrukcyjnie do wczesnych pancerników – fregat pancernych i pancerników kazamatowych; posiadały pomocnicze ożaglowanie i przenosiły uzbrojenie w burtowych kazamatach lub na obrotowych podstawach na pokładzie. W latach 80. XIX w. pojawiły się na nich działa w wieżach. Wczesne okręty miały mało rozległe opancerzenie burt, z reguły ograniczające się do wąskiego pasa pancernego w rejonie linii wodnej, nakrytego płaskim pokładem pancernym (umiarkowana efektywność takiego opancerzenia spowodowała, że wiodąca w świecie marynarka brytyjska przez całe lata 90. XIX wieku nie budowała krążowników pancernych, na korzyść dużych krążowników pancernopokładowych). Szybkość wczesnych okrętów wynosiła 12-16 węzłów. Koncepcja krążowników pancernych została ostatecznie ukształtowana przez francuską tzw. Młodą Szkołę (Jeune École) pod koniec lat 80. XIX wieku jako okrętów służących do oceanicznych działań krążowniczych – zwalczania żeglugi nieprzyjaciela na liniach komunikacyjnych i walki z okrętami eskorty (działania rajderskie). W praktyce służyły one głównie do prowadzenia rozpoznania na rzecz floty liniowej oraz jej ubezpieczenia, jako jej szybkie skrzydło. Mogły także służyć do ochrony własnych linii komunikacyjnych przed rajderami wroga.
W latach 90. XIX wieku klasa krążowników pancernych zyskała dojrzałą postać dużych, silnie uzbrojonych okrętów o stosunkowo rozległym opancerzeniu. Za pierwszy dojrzały krążownik pancerny uważa się francuski „Dupuy de Lôme”, który wszedł do służby w 1895. W tym samym roku wszedł też do służby rosyjski „Ruryk”, o bardziej tradycyjnej konstrukcji. Oba okręty były specjalnie zaprojektowane w celu zwalczania komunikacji morskiej i wywołały spory oddźwięk na świecie. Krążowniki pancerne z przełomu wieków miały zwykle wyporność ok. 9000 – 12 000 ton, szybkość 18-20 węzłów. Były na ogół większe, lepiej opancerzone i uzbrojone od krążowników pancernopokładowych, lecz nieco od nich wolniejsze. Krążowniki pancerne były porównywalnej wielkości lub niewiele mniejsze, co ówczesne pancerniki klasy przeddrednotów, lecz były słabiej od nich opancerzone i uzbrojone, za to szybsze o 2-4 węzły. Miały również z reguły większy zasięg i lepszą dzielność morską, istotne dla zadań krążowniczych. W efekcie ich uzbrojenie i opancerzenie pozwalało na walkę z okrętami wszystkich klas poza okrętami liniowymi. Poglądy Młodej Szkoły zakładały jednak, że dzięki szybkości i licznym szybkostrzelnym działom stosunkowo dużego kalibru, krążowniki pancerne mogą posłużyć także do walki z pancernikami (pogląd ten miał na przełomie wieków pewne podstawy wobec małego zasięgu, szybkostrzelności i celności artylerii współczesnych pancerników, które jedynie w najważniejszych częściach były chronione grubym pancerzem).
Szczyt rozwoju krążowników pancernych nastąpił w latach 1906–1908. Wyporność ich sięgnęła wówczas 14 000 – 16 000 ton, szybkość 22-23 węzły. W tym czasie jednak zaprzestano budowy jednostek tej klasy, bo okazało się, że po zwiększeniu zasięgu i celności artylerii krążowniki pancerne stanowią zbyt duży i za słabo opancerzony cel, a kaliber ich dział jest niewystarczający do walki z nowoczesnymi okrętami liniowymi – drednotami. Również ich przewaga szybkości nad drednotami była niewielka. Zadania krążownicze i rozpoznawcze mogły natomiast wypełniać znacznie tańsze oraz wymagające mniejszych załóg krążowniki pancernopokładowe. Zasadnicze cechy krążowników pancernych, czyli silne uzbrojenie i prędkość większa od pancerników, przy słabszym pancerzu, przejęły natomiast okręty nowo powstałej wówczas klasy krążowników liniowych (można powiedzieć w uproszczeniu, że krążowniki pancerne w erze przeddrednotów były tym samym, czym krążowniki liniowe przy drednotach – brytyjskie krążowniki liniowe były zresztą klasyfikowane początkowo jako krążowniki pancerne, a Niemcy zarówno krążowniki pancerne, jak i liniowe, klasyfikowali jako „wielkie krążowniki”).

## Uzbrojenie
Typowym uzbrojeniem krążowników pancernych były 2 lub 4 działa dużego kalibru (na ogół 203 mm) i kilka lub kilkanaście dział kalibru 152 mm lub zbliżonego. Na przykład rosyjski „Ruryk” (1895) uzbrojony był w 4 działa 203 mm, 16 dział 152 mm i 6 dział 120 mm; francuski krążownik „Victor Hugo” (1904) miał 4 działa 194 mm i 16 dział 164 mm (w nawiasach daty wejścia do służby). Włoskie krążowniki rozpowszechnionego na świecie typu Garibaldi (1901) miały jako jeden z wariantów, uzbrojenie mieszane: 1 działo 254 mm, 2 działa 203 mm i 14 dział 152 mm. Słabiej uzbrojone były niektóre z krążowników brytyjskich, np. „oszczędnościowy” HMS „Monmouth” miał jedynie 14 dział 152 mm. Działa głównego kalibru rozmieszczone były zwykle w wieżach, po jednej na dziobie i na rufie, działa pomocniczego kalibru w kazamatach lub stanowiskach na burtach.
Ostatnie krążowniki pancerne miały silniejsze uzbrojenie, rozmieszczone w wieżach. Stosowano większą liczbę dział głównego kalibru lub nawet dwóch głównych kalibrów. Francuski „Waldeck Rousseau” (1906) miał 14 dział 194 mm, brytyjski HMS „Warrior” (1906) – 6 dział 234 mm i 4 działa 190 mm. Niemiecki „Blücher” (1909) miał aż 12 dział 210 mm i 6 dział 150 mm, a rosyjski „Ruryk” (II) (1908) – 4 działa 254 mm, 8 dział 203 mm i 20 dział 120 mm. Najsilniejsze japońskie krążowniki pancerne typu Ibuki (przeklasyfikowane później nawet „na wyrost” jako krążowniki liniowe) miały 4 działa 305 mm, 8 dział 203 mm i 14 dział 120 mm.

## Opancerzenie

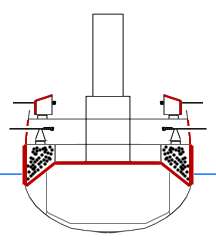
Przekrój poprzeczny typowego krążownika pancernego przełomu XIX i XX wieku. Na czerwono zaznaczony jest pancerz: pokład pancerny, główny pas burtowy i cieńszy górny pas lub kazamaty i maski dział

Opancerzenie krążowników pancernych miało podobny rozkład, jak pancerników, lecz było słabsze. Opancerzony był pas burtowy (nie pokrywający całej burty), pokład, wieże uzbrojenia i kazamaty. Pas burtowy miał grubość od 100 do 200 mm, zwykle ok. 150 mm. Pokład pancerny miał zwykle grubość 51 – 76 mm. Wczesne krążowniki pancerne miały zazwyczaj mało jedynie wąski pas pancerny w rejonie linii wodnej, co dawało niewielki stopień ochrony, a większość burt była nieopancerzona. W swojej dojrzałej postaci na przełomie XIX i XX wieku, opancerzenie burt pokrywało już znacznie większą powierzchnię, z głównym pasem pancernym na większości długości okrętu, a nad nim jeszcze zwykle górnym pasem i pancerzem kazamat.

## Użycie
Wczesne krążowniki pancerne zostały użyte bojowo w wojnie chińsko-japońskiej w 1894 (bitwa u ujścia Jalu) oraz wojnie amerykańsko-hiszpańskiej 1898 (bitwa pod Santiago de Cuba). Znaczącą rolę odgrywały one w wojnie rosyjsko-japońskiej 1904–1905, zwłaszcza po stronie japońskiej, używane do działań samodzielnych, jak też jako szybkie skrzydło floty podczas bitew, a nawet z pewnym powodzeniem, do walki z pancernikami w składzie linii bojowej, uzupełniając własne pancerniki (bitwa na Morzu Żółtym, bitwa pod Cuszimą). Rosyjski władywostocki zespół krążowników prowadził natomiast typowe działania rajderskie (bitwa pod Ulsan).
W chwili wybuchu I wojny światowej w służbie wciąż znajdowały się 34 okręty tej klasy w Wielkiej Brytanii, 19 we Francji, 14 w USA i Japonii oraz po 9 w Niemczech i Włoszech, jak również kilka w innych flotach. Bitwy morskie I wojny, takie jak bitwa pod Falklandami i bitwa jutlandzka potwierdziły wrażliwość krążowników pancernych w starciu z okrętami liniowymi, a nawet okrętami równorzędnymi (bitwa pod Coronelem). Na skutek błędnej taktyki wykorzystania oraz niewielkiej odporności na wybuchy podwodne, typowej dla okrętów budowanych do początku XX wieku, wiele krążowników pancernych w początkowym okresie wojny padło ofiarą okrętów podwodnych (np. zatopienie brytyjskich krążowników przez U-9).

## Galeria

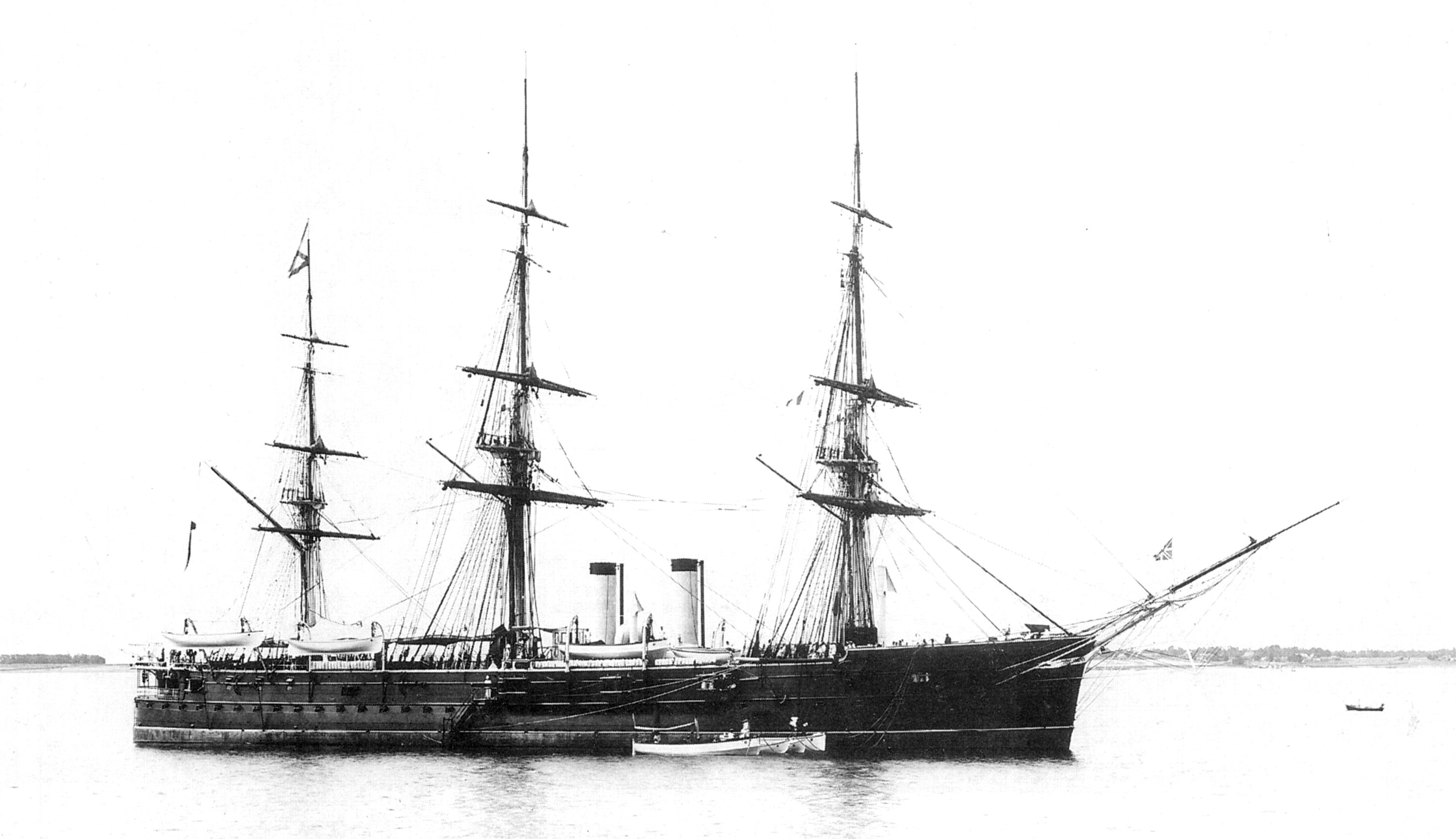
Jeden z pierwszych krążowników pancernych „Gienierał-admirał”
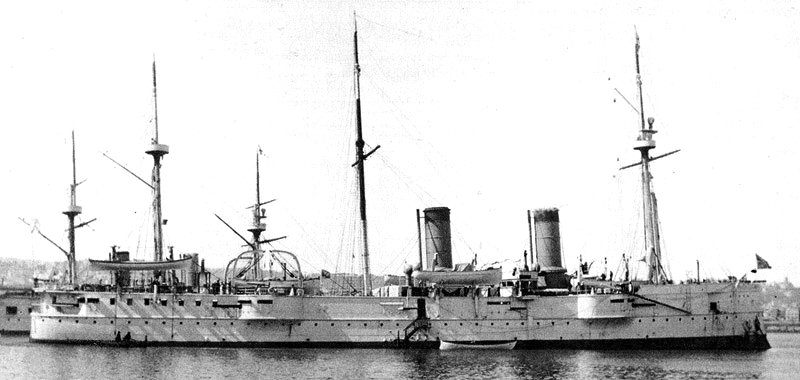
Wczesny rosyjski krążownik pancerny „Władimir Monomach”(inne języki) z 1883
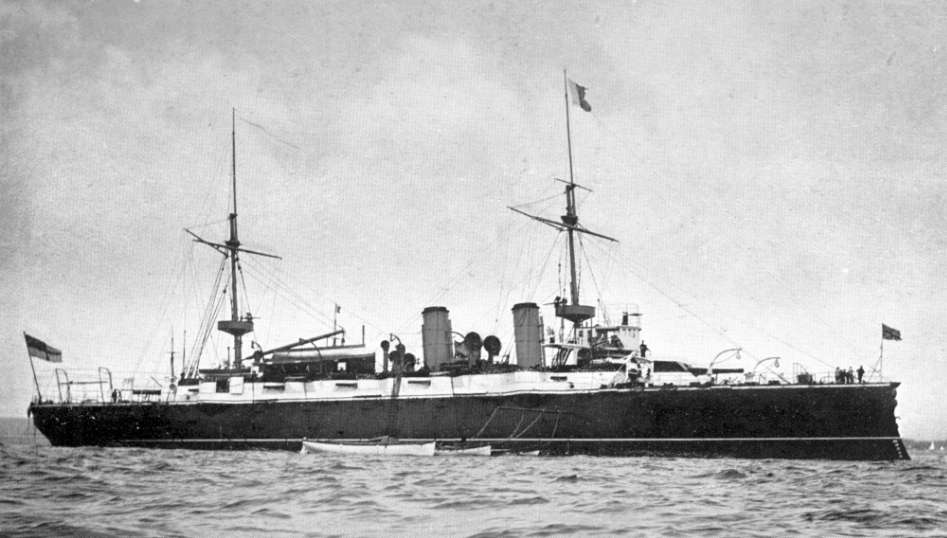
Wczesny brytyjski krążownik pancerny HMS „Orlando” z 1888
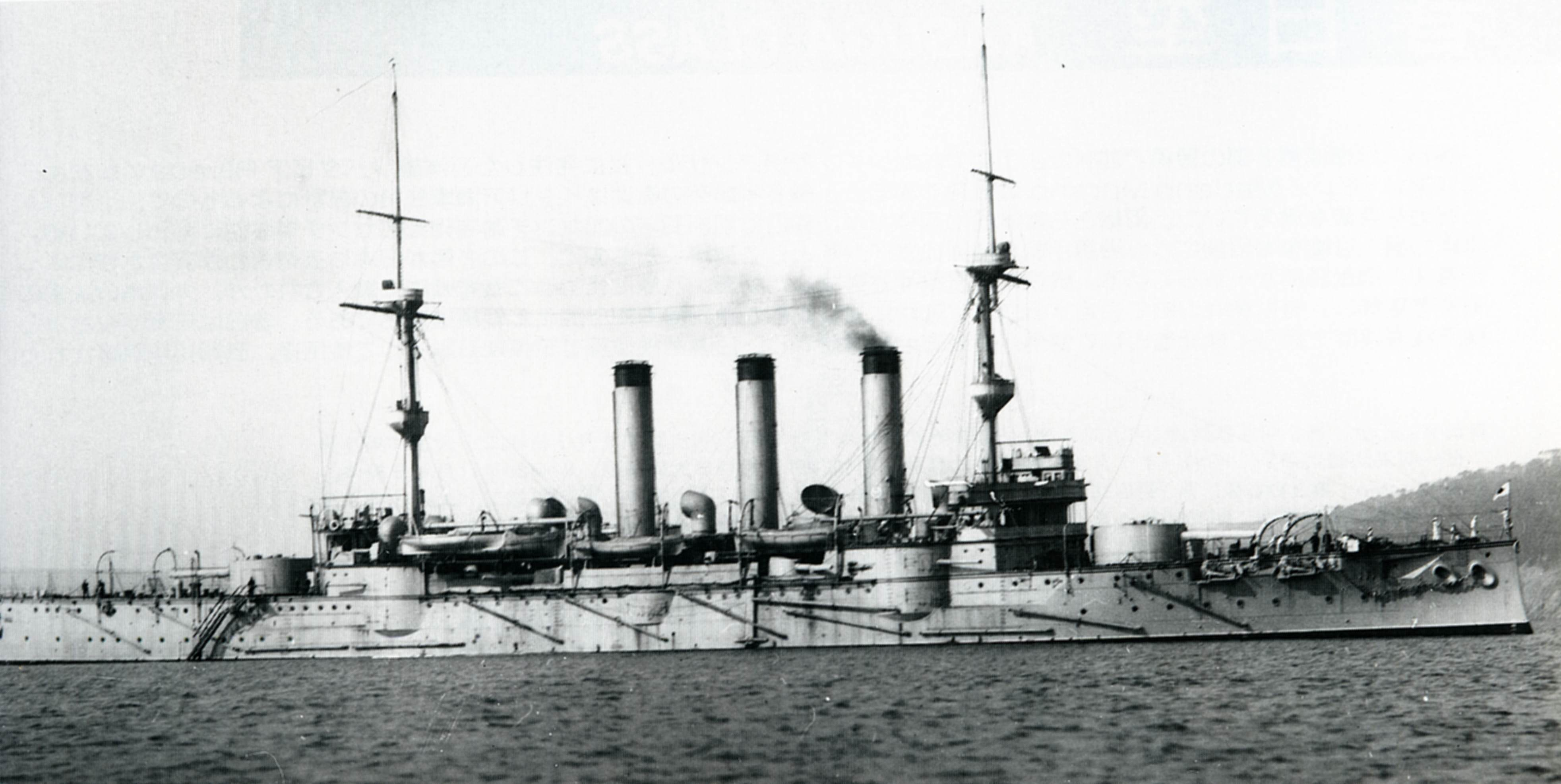
Japoński krążownik pancerny „Iwate”(inne języki) z 1901
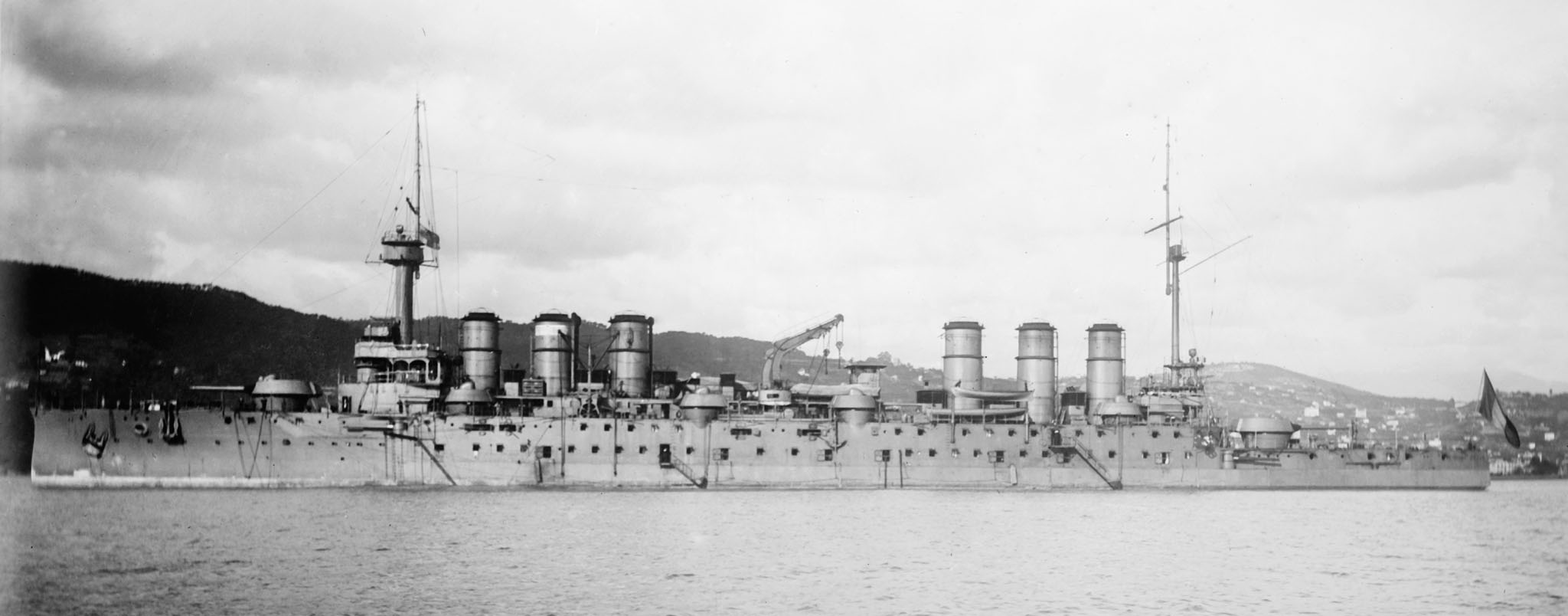
Typowy późny francuski krążownik pancerny „Ernest Renan” z 1909
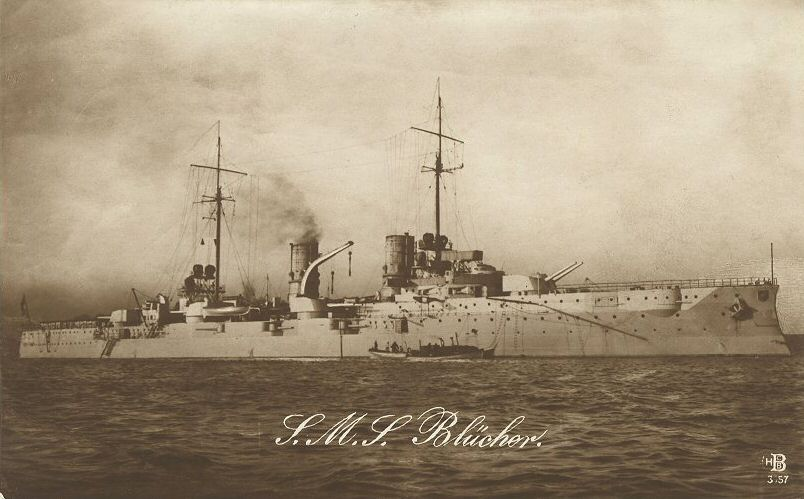
Niemiecki SMS „Blücher” – jeden z ostatnich i najsilniejszych krążowników pancernych z 1909